# Inženjerska etika
Inženjerska etika je polje sistema moralnih principa koji se primenjuju na inženjersku praksu. Ovo polje ispituje i postavlja obaveze inženjera prema društvu, klijentima i profesiji. Kao naučna disciplina, usko je povezana sa predmetima kao što su filozofija nauke, filozofija inženjerstva i etika tehnologije.

## Pozadina i poreklo

### 18. vek i rastuća zabrinutost
Kako se inženjerstvo tokom 19. veka razvijalo kao posebna profesija, inženjeri su sebe doživljavali kao nezavisne profesionalne stručnjake, ili kao tehničke zaposlene osobe velikih preduzeća. Između dve strane postojala je znatna napetost, jer su se veliki industrijski poslodavci borili da zadrže kontrolu nad svojim osobljem.
U Sjedinjenim Državama rastući profesionalizam je podstakao razvoj četiri inženjerska društva: Američko društvo građevinskih inženjera (engl. American Society of Civil Engineers, ASCE) (1851), Američki institut elektrotehničkih inženjera (engl. American Institute of Electrical Engineers, AIEE) (1884), Američko društvo mašinskih inženjera (engl. American Society of Mechanical Engineers, ASME) (1880) i Američki institut rudarskih inženjera (engl. American Institute of Mining Engineersm, AIME) (1871). ASCE i AIEE su bliže identifikovani sa inženjerom kao učenim profesionalcem, dok se ASME u izvesnoj meri, i AIME gotovo u potpunosti identifikuje sa stavom da je inženjer tehnička zaposlena osoba.
Uprkos tome, u to doba etika se više smatrala ličnom nego širokom profesionalnom brigom.‍:6

### Početak 20. veka i prekretna tačka
Dok se 19. vek približavao kraju i početkom 20. veka, došlo je do niza značajnih strukturnih kvarova, uključujući neke spektakularne kolapse mostova, kao što su katastrofa železničkog prelaza reke Aštabule (1876), katastrofa Taj mosta (1879) i kolaps Kvebek mosta (1907). To je imalo dubok uticaj na inženjere i primoralo je profesiju da se suoči sa nedostacima u tehničkoj i građevinskoj praksi, kao i etičkim standardima.
Jedan od responsa bio je razvoj formalnih etičkih kodeksa od strane tri od četiri osnivačka inženjerska društva. AIEE ih je usvojilo ta plavila 1912. godien. ASCE i ASME su to učinili 1914. AIME nije usvojila etički kodeks u svojoj dosadašnjoj istoriji.
Zabrinutost za profesionalnu praksu i zaštitu javnosti podstaknuta tim kolapsima mostova, kao i Bostonskom katastrofom melase (1919), pružila je podstrek još jednom pokretu koji je trajao već neko vreme: insistiranju na formalnim akreditacijama (licenca za profesionalno inženjerstvo u SAD-u) kao uslovu za obavljanje posla. To uključuje ispunjavanje izvesne kombinacije obrazovnih zahteva, iskustava i zahteva za testiranjem.
Godine 1950, Udruženje nemačkih inženjera je za sve svoje članove razvilo zakletvu pod nazivom „Ispovest inženjera”, direktno napominjući ulogu inženjera u zverstvima počinjenim tokom Drugog svetskog rata.

### Nedavni događaji
Napori za promociju etičke prakse se nastavljaju. Pored napora profesionalnih društava i čarterskih organizacija sa svojim članovima, kanadski Gvozdeni prsten i američki Red inženjera vode svoje korene do kolapsa Kvebečkog mosta 1907. godine. Obe zahtevaju od članova da polože zakletvu da će podržavati etičku praksu i da nose simboličan prsten kao podsetnik.
U Sjedinjenim Državama, Nacionalno društvo profesionalnih inženjera objavilo je 1946. godine svoje Etičke kanone za inženjere i Pravila profesionalnog ponašanja, koji su evoluirali do trenutnog Etičkog kodeksa, usvojenog 1964. Ovi zahtevi su na kraju doveli do stvaranja Odbora etička revizija 1954. Slučajevi etike retko imaju jednostavne odgovore, ali skoro 500 savetodavnih mišljenja BER-a pomoglo je da se razjasne etička pitanja s kojima se inženjeri svakodnevno susreću.
Trenutno se mitom i političkom korupcijom vrlo direktno bavi nekoliko profesionalnih društava i poslovnih grupa širom sveta. Međutim, pojavila su se nova pitanja, poput ofšoringa, održivog razvoja i zaštite životne sredine, koja struka mora da razmotri i reši.

## Literatura
- American Society of Civil Engineers (2010) [1914]. Code of Ethics. Reston, Virginia, USA: ASCE Press. Архивирано из оригинала 14. 2. 2011. г. Приступљено 7. 12. 2011.
- American Society of Civil Engineers (2000). Ethics Guidelines for Professional Conduct for Civil Engineers (PDF). Reston, Virginia, USA: ASCE Press. Архивирано из оригинала (PDF) 21. 10. 2014. г. Приступљено 30. 11. 2013.
- Institution of Civil Engineers (2004). Royal Charter, By-laws, Regulations and Rules. Архивирано из оригинала 3. 12. 2013. г. Приступљено 20. 10. 2006.
- Layton, Edwin (1986). The Revolt of the Engineers: Social Responsibility and the American Engineering Profession. Baltimore, Maryland, USA: The Johns Hopkins University Press. ISBN 0-8018-3287-X.
- Petroski, Henry (1985). To Engineer is Human: the Role of Failure in Successful Design. St Martins Press. ISBN 0-312-80680-9.
- National Society of Professional Engineers (2007) [1964]. Code of Ethics (PDF). Alexandria, Virginia, USA: NSPE. Архивирано из оригинала (PDF) 2. 12. 2008. г. Приступљено 20. 10. 2006.
- Alford, C.F. (2002). Whistleblowers: Broken Lives and Organizational Power, Cornell University Press.
- Fleddermann, C.B. (2011). Engineering Ethics,  Prentice Hall,  4th edition.
- Glazer, M.P. (1991).Whistleblower,  New York, NY: Basic Books.
- Harris, C.E., M.S. Pritchard, and M.J. Rabins (2008).Engineering Ethics: Concept and Cases,  Wadsworth Publishing, 4th edition.
- Peterson, Martin (2020). Ethics for Engineers, Oxford University Press.
- Huesemann, Michael H., and Joyce A. Huesemann (2011). Technofix: Why Technology Won’t Save Us or the Environment, Chapter 14, “Critical Science and Social Responsibility”, New Society Publishers, Gabriola Island, British Columbia, Canada,  0865717044, 464 pp.
- Martin, M.W., and R. Schinzinger (2004). Ethics in Engineering,  McGraw-Hill, 4th edition.
- Van de Poel, I., and L. Royakkers (2011). Ethics, Technology, and Engineering: An Introduction, Wiley-Blackwell.
- Alford, C. Fred (2001). Whistleblowers: Broken Lives and Organizational Power. Cornell University Press. ISBN 978-0-8014-3841-7.
- Arnold, Jason Ross (2019). Whistleblowers, Leakers, and Their Networks: From Snowden to Samizdat. Rowman & Littlefield.
- Banisar, David "Whistleblowing: International Standards and Developments", in Corruption and Transparency: Debating the Frontiers between State, Market and Society, I. Sandoval, ed., World Bank-Institute for Social Research, UNAM, Washington, D.C., 2011 available online at ssrn.com
- Dempster, Quentin Whistleblowers, Sydney, ABC Books, 1997.  0-7333-0504-0 [See especially pp. 199–212: 'The Courage of the Whistleblowers']
- Frais, A "Whistleblowing heroes – boon or burden?", Bulletin of Medical Ethics, 2001 Aug:(170):13–19.
- Garrett, Allison, "Auditor Whistle Blowing: The Financial Fraud Detection and Disclosure Act," 17 Seton Hall Legis. J. 91 (1993).
- Hesch, Joel (2009). Whistleblowing: A guide to government reward programs. Goshen Press. ISBN 978-0-9772602-0-1.
- Hunt, Geoffrey (2006). „The Principle of Complementarity: Freedom of Information, Public Accountability and Whistleblowing in”. Chapman, R & Hunt, M (eds) Freedom of Information: Perspectives on Open Government in a Theoretical and Practical Context. Ashgate Publishing, Aldershot, UK.
- Hunt, Geoffrey (2000). „Whistleblowing, Accountability & Ethical Accounting”. Clinical Risk. 6 (3): 115—16. S2CID 79063742. doi:10.1177/135626220000600306.
- Hunt, Geoffrey (1998). 'Whistleblowing', commissioned entry for Encyclopedia of Applied Ethics, (8,000 words). Academic Press, California, USA.
- Hunt, Geoffrey (1998). Whistleblowing in the Social Services: Public Accountability & Professional Practice. Arnold.
- Hunt, G (1995). Whistleblowing in the Health Service: Accountability, Law & Professional Practice. Arnold.
- Johnson, Roberta Ann (2002). Whistleblowing: When It Works—And Why. L. Reinner Publishers. ISBN 978-1-58826-114-4.
- Kohn, Stephen M (2000). Concepts and Procedures in Whistleblower Law. Quorum Books. ISBN 978-1-56720-354-7.
- Kohn, Stephen M; Kohn, Michael D; Colapinto, David K. (2004). Whistleblower Law A Guide to Legal Protections for Corporate Employees. Praeger Publishers. ISBN 978-0-275-98127-3.
- Lauretano, Major Daniel A., "The Military Whistleblower Protection Act and the Military Mental Health Protection Act", Army Law, (Oct) 1998.
- Lechner, Jay P. & Paul M. Sisco, "Sarbanes-Oxley Criminal Whistleblower Provisions & the Workplace: More Than Just Securities Fraud" 80 Florida B. J. 85 (June 2006)
- Lipman, Frederick D. (2012). Whistleblowers: Incentives, Disincentives, and Protection Strategies. John Wiley & Sons. ISBN 978-1-118-09403-7.
- Martin, Brian. Justice Ignited: The Dynamics of Backfire, (Lanham, MD: Rowman & Littlefield, 2007).
- Martin, Brian with Wendy Varney. Nonviolence Speaks: Communicating against Repression, (Cresskill, NJ: Hampton Press, 2003).
- Martin, Brian. Technology for Nonviolent Struggle Архивирано на веб-сајту  (9. април 2009), (London: War Resisters' International, 2001).
- Martin, Brian with Lyn Carson. Random Selection in Politics, (Westport, CT: Praeger, 1999).
- Martin, Brian. The Whistleblower's Handbook: How to Be an Effective Resister, (Charlbury, UK: Jon Carpenter; Sydney: Envirobook, 1999). Updated and republished 2013 as Whistleblowing: a practical guide, Sparsnäs, Sweden: Irene Publishing.
- McCarthy, Robert J. "Blowing in the Wind: Answers for Federal Whistleblowers", 3 William & Mary Policy Review 184 (2012).
- Miethe, Terance D (1991). Whistleblowing at work: tough choices in exposing fraud, waste, and abuse on the job. Westview Press. ISBN 978-0-8133-3549-0.
- Rowe, Mary & Bendersky, Corinne, "Workplace Justice, Zero Tolerance and Zero Barriers: Getting People to Come Forward in Conflict Management Systems," in Negotiations and Change, From the Workplace to Society, Thomas Kochan and Richard Locke (eds), Cornell University Press, 2002
- Wilkey, Robert N. Esq., "Federal Whistleblower Protection: A Means to Enforcing Maximum Hour Legislation for Medical Residents",  William Mitchell Law Review, 30  (1): (2003).
- Engineering Ethics concepts and cases by Charles E. Harris, Jr. - Michael S. Pritchard- Michael J. Rabins.
- IRS.gov Архивирано на веб-сајту  (4. август 2017), Whistleblower – Informant Award
- , Whistleblower& Laws Australia;– Global and Australian Laws: Steven Asnicar, 2019

## Spoljašnje veze

### Australija
- Association of Professional Engineers, Scientists and Managers, Australia

Ethical Decision Making
- Engineers Australia

Code of Ethics Архивирано на веб-сајту  (26. мај 2012)

### Kanada
- Association of Professional Engineers and Geoscientists of British Columbia (APEGBC)

Act, Bylaws and Code of Ethics
- Association of Professional Engineers, and Geoscientists of Alberta (APEGA)

EGGP Code of Ethics
- Association of Professional Engineers and Geoscientists of Manitoba (APEGM)

Code of Ethics
- Professional Engineers Ontario (PEO)

Code of Ethics (See link on front page.)
- L'Ordre des ingénieurs du Québec (OIQ)

Code of Ethics of Engineers
- Iron Ring

The Ritual of the Calling of an Engineer
- University of Western Ontario

Software Ethics - A Guide to the Ethical and Legal Use of Software for Members of the University Community of the University of Western Ontario

### Nemačka
- Verein Deutscher Ingenieure

Ethical principles of engineering profession Архивирано на веб-сајту  (4. март 2016)

### Irska
- Engineers Ireland

Code of Ethics Архивирано на веб-сајту  (13. децембар 2019)

### Šri Lanka
- Institution of Engineers, Sri Lanka

Code of Ethics Архивирано на веб-сајту  (12. мај 2019)

### Turska
- Union of Chambers of Turkish Engineers and Architects

Professional Behavior Principles

### Ujedinjeno Kraljevstvo
- Association for Consultancy and Engineering (ACE)

Anti-Corruption Action Statement
- Institution of Civil Engineers (ICE)

Royal Charter, By-laws, Regulations and Rules
- Institution of Engineering and Technology (IET)

Professional ethics and the IET
- Engineering Council (EC)

Statement of Ethical Principles Архивирано на веб-сајту  (5. фебруар 2015)

### Sjedinjene Države
- National Academy of Engineering

Online Ethics Center of the National Academy of Engineering Архивирано на веб-сајту  (1. фебруар 2018)
- Spisak linkova raznih etičkih kodeksa profesionalnih i naučnih društava codes of ethics

Onlineethics.org Архивирано на веб-сајту  (29. јул 2020)
- National Institute for Engineering Ethics (NIEE)
- National Society of Professional Engineers (NSPE)

Code of Ethics
Board of Ethical Review and BER Cases
Ethics Resources and References
- American Institute of Chemical Engineers (AIChE)

Code of Ethics
- American Society of Civil Engineers (ASCE)

Code of Ethics
Standards of Professional Conduct for Civil Engineers
- American Society of Mechanical Engineers (ASME), Code of Ethics
- Institute of Electrical and Electronics Engineers (IEEE)

Code of Ethics
- Order of the Engineer

The Obligation of an Engineer
- Society of Manufacturing Engineers (SME)

Code of Ethics